# Coppa Libertadores 2011
La Copa Libertadores de América 2011 (ufficialmente Copa Santander Libertadores de América 2011 per ragioni di sponsorizzazione) è stata la 52ª edizione della Copa Libertadores, la maggiore competizione internazionale organizzata dalla CONMEBOL. È stata disputata tra febbraio e giugno e vi hanno preso parte 38 club provenienti da 11 paesi: Argentina, Bolivia, Brasile, Cile, Colombia, Ecuador, Paraguay, Perù, Uruguay, Venezuela e Messico. Il Santos ha vinto la coppa per la terza volta, battendo in finale il Peñarol; ha così ottenuto anche l'accesso alla Coppa del mondo per club FIFA 2011 e contenderà la Recopa Sudamericana 2012 al vincitore della Copa Sudamericana 2011.

## Squadre qualificate
Le squadre qualificate sono in tutto trentotto.
| Nazione                    | Squadra              | Metodo di qualificazione                                                               |
| -------------------------- | -------------------- | -------------------------------------------------------------------------------------- |
| Argentina 5 posti          | Argentinos Juniors   | Campione Clausura 2010                                                                 |
| Argentina 5 posti          | Estudiantes (LP)     | Campione Apertura 2010                                                                 |
| Argentina 5 posti          | Vélez Sarsfield      | Miglior media punti tra le squadre non vincitrici del 2010 (Clausura/Apertura)         |
| Argentina 5 posti          | Godoy Cruz           | Seconda miglior media punti tra le squadre non vincitrici del 2010 (Clausura/Apertura) |
| Argentina 5 posti          | Independiente        | Campione Copa Sudamericana 2010                                                        |
| Bolivia 3 posti            | Wilstermann          | Campione Apertura 2010                                                                 |
| Bolivia 3 posti            | Oriente Petrolero    | Campione Clausura 2010                                                                 |
| Bolivia 3 posti            | Bolívar              | Secondo Clausura 2010                                                                  |
| Brasile 5 + 1 posti        | Internacional        | Campione Coppa Libertadores 2010                                                       |
| Brasile 5 + 1 posti        | Santos               | Campione Copa do Brasil 2010                                                           |
| Brasile 5 + 1 posti        | Fluminense           | Campione Série A 2010                                                                  |
| Brasile 5 + 1 posti        | Cruzeiro             | Secondo posto Série A 2010                                                             |
| Brasile 5 + 1 posti        | Corinthians          | Terzo posto Série A 2010                                                               |
| Brasile 5 + 1 posti        | Grêmio               | Quarto posto Série A 2010                                                              |
| Cile 3 posti               | Universidad Católica | Campione Primera División 2010                                                         |
| Cile 3 posti               | Colo-Colo            | Miglior piazzamento nel girone di andata della Primera División 2010                   |
| Cile 3 posti               | Unión Española       | Vincitore Copa Libertadores Liguilla 2010                                              |
| Colombia 3 posti           | Atlético Junior      | Campione Primera A I 2010                                                              |
| Colombia 3 posti           | Once Caldas          | Campione Primera A II 2010                                                             |
| Colombia 3 posti           | Deportes Tolima      | Miglior piazzamento tra le squadre non vincitrici Primera A 2010                       |
| Ecuador 3 posti            | LDU Quito            | Campione Serie A 2010                                                                  |
| Ecuador 3 posti            | Emelec               | Secondo classificato Serie A 2010                                                      |
| Ecuador 3 posti            | Deportivo Quito      | Terzo classificato Serie A 2010                                                        |
| Paraguay 3 posti           | Libertad             | Campione Apertura 2010                                                                 |
| Paraguay 3 posti           | Guaraní              | Secondo Clausura 2010                                                                  |
| Paraguay 3 posti           | Cerro Porteño        | Miglior piazzamento tra le squadre non vincitrici Primera División 2010                |
| Perù 3 posti               | Univ. San Martín     | Campione Descentralizado 2010                                                          |
| Perù 3 posti               | León de Huánuco      | Finalista Descentralizado 2010                                                         |
| Perù 3 posti               | Alianza Lima         | Miglior piazzamento tra le squadre non finaliste Descentralizado 2010                  |
| Uruguay 3 posti            | Peñarol              | Campione Primera División 2009-2010                                                    |
| Uruguay 3 posti            | Nacional             | Finalista Primera División 2009-2010                                                   |
| Uruguay 3 posti            | Liverpool (M)        | Miglior piazzamento tra le squadre non finaliste Primera División 2009-2010            |
| Venezuela 3 posti          | Caracas              | Campione Primera División 2009-2010                                                    |
| Venezuela 3 posti          | Deportivo Táchira    | Finalista Primera División 2009-2010                                                   |
| Venezuela 3 posti          | Deportivo Petare     | Miglior piazzamento tra le squadre non finaliste Primera División 2009-2010            |
| Messico (CONCACAF) 3 posti | América              | Miglior piazzamento tra le squadre eleggibili Apertura 2010                            |
| Messico (CONCACAF) 3 posti | San Luis             | Secondo miglior piazzamento tra le squadre eleggibili Apertura 2010                    |
| Messico (CONCACAF) 3 posti | Jaguares             | Terzo miglior piazzamento tra le squadre eleggibili Apertura 2010                      |

## Primo turno
Al primo turno partecipano dodici squadre. Le sei vincitrici del doppio confronto (andata e ritorno) accedono al secondo turno.
| Squadra 1     | Totale | Squadra 2        | Andata | Ritorno |
| ------------- | ------ | ---------------- | ------ | ------- |
| Corinthians   | 0 – 2  | Deportes Tolima  | 0 – 0  | 0 – 2   |
| Alianza Lima  | 0 – 4  | Jaguares         | 0 – 2  | 0 – 2   |
| Cerro Porteño | 2 – 1  | Deportivo Petare | 1 – 0  | 1 – 1   |
| Bolívar       | 0 – 1  | Unión Española   | 0 – 1  | 0 – 0   |
| Independiente | 2 – 1  | Deportivo Quito  | 2 – 0  | 0 – 1   |
| Liverpool     | 3 – 5  | Grêmio           | 2 – 2  | 1 – 3   |

## Secondo turno
Il secondo turno è iniziato il 9 febbraio e si è concluso il 20 aprile.

### Gruppo 1
| Squadra                | G | V | N | P | GF | GS | DR | Pt. |
| ---------------------- | - | - | - | - | -- | -- | -- | --- |
| Libertad               | 6 | 4 | 2 | 0 | 13 | 5  | +8 | 14  |
| Once Caldas            | 6 | 1 | 4 | 1 | 7  | 8  | −1 | 7   |
| Universidad San Martín | 6 | 2 | 0 | 4 | 7  | 11 | -4 | 6   |
| San Luis               | 6 | 1 | 2 | 3 | 6  | 9  | −3 | 5   |

|                        | LIB   | OCA   | SLU   | USM   |
| ---------------------- | ----- | ----- | ----- | ----- |
| Libertad               |       | 2 – 2 | 2 – 0 | 5 – 1 |
| Once Caldas            | 1 – 1 |       | 1 – 1 | 0 – 3 |
| San Luis               | 1 – 2 | 1 – 1 |       | 3 – 1 |
| Universidad San Martín | 0 – 1 | 0 – 2 | 2 – 0 |       |

### Gruppo 2
| Squadra           | G | V | N | P | GF | GS | DR | Pt. |
| ----------------- | - | - | - | - | -- | -- | -- | --- |
| Junior            | 6 | 4 | 1 | 1 | 9  | 7  | +2 | 13  |
| Grêmio            | 6 | 3 | 1 | 2 | 9  | 6  | +3 | 10  |
| Oriente Petrolero | 6 | 2 | 0 | 4 | 7  | 8  | −1 | 6   |
| León de Huánuco   | 6 | 1 | 2 | 3 | 4  | 8  | −4 | 5   |

|                   | GRE   | JUN   | LHU   | OPE   |
| ----------------- | ----- | ----- | ----- | ----- |
| Grêmio            |       | 2 – 0 | 2 – 0 | 3 – 0 |
| Junior            | 2 – 1 |       | 1 – 1 | 2 – 1 |
| León de Huánuco   | 1 – 1 | 1 – 2 |       | 1 – 0 |
| Oriente Petrolero | 3 – 0 | 1 – 2 | 2 – 0 |       |

### Gruppo 3
| Squadra            | G | V | N | P | GF | GS | DR | Pt. |
| ------------------ | - | - | - | - | -- | -- | -- | --- |
| América            | 6 | 3 | 1 | 2 | 8  | 7  | +1 | 10  |
| Fluminense         | 6 | 2 | 2 | 2 | 9  | 9  | 0  | 8   |
| Nacional           | 6 | 2 | 2 | 2 | 3  | 3  | 0  | 8   |
| Argentinos Juniors | 6 | 2 | 1 | 3 | 9  | 10 | -1 | 7   |

|                    | AME   | ARG   | FLU   | NAC   |
| ------------------ | ----- | ----- | ----- | ----- |
| América            |       | 2 – 1 | 1 – 0 | 2 – 0 |
| Argentinos Juniors | 3 – 1 |       | 2 – 4 | 0 – 1 |
| Fluminense         | 3 – 2 | 2 – 2 |       | 0 – 0 |
| Nacional           | 0 – 0 | 0 – 1 | 2 – 0 |       |

### Gruppo 4
| Squadra              | G | V | N | P | GF | GS | DR | Pt. |
| -------------------- | - | - | - | - | -- | -- | -- | --- |
| Universidad Católica | 6 | 3 | 2 | 1 | 11 | 9  | +2 | 11  |
| Vélez Sársfield      | 6 | 3 | 1 | 2 | 12 | 7  | +5 | 10  |
| Caracas              | 6 | 3 | 0 | 3 | 7  | 10 | -3 | 9   |
| Unión Española       | 6 | 1 | 1 | 4 | 7  | 11 | −4 | 4   |

|                      | CAR   | UE    | UC    | VEL   |
| -------------------- | ----- | ----- | ----- | ----- |
| Caracas              |       | 2 – 0 | 0 – 2 | 0 – 3 |
| Unión Española       | 1 – 2 |       | 2 – 2 | 2 – 1 |
| Universidad Católica | 1 – 3 | 2 – 1 |       | 0 – 0 |
| Vélez Sársfield      | 3 – 0 | 2 – 1 | 3 – 4 |       |

### Gruppo 5
| Squadra           | G | V | N | P | GF | GS | DR | Pt. |
| ----------------- | - | - | - | - | -- | -- | -- | --- |
| Cerro Porteño     | 6 | 3 | 2 | 1 | 13 | 8  | +5 | 11  |
| Santos            | 6 | 3 | 2 | 1 | 11 | 8  | +3 | 11  |
| Colo-Colo         | 6 | 3 | 0 | 3 | 15 | 16 | -1 | 9   |
| Deportivo Táchira | 6 | 0 | 2 | 4 | 5  | 12 | −7 | 2   |

|                   | CPO   | C-C   | TAC   | SAN   |
| ----------------- | ----- | ----- | ----- | ----- |
| Cerro Porteño     |       | 5 – 2 | 1 – 1 | 1 – 2 |
| Colo-Colo         | 2 – 3 |       | 2 – 1 | 3 – 2 |
| Deportivo Táchira | 0 – 2 | 2 – 4 |       | 0 – 0 |
| Santos            | 1 – 1 | 3 – 2 | 3 - 1 |       |

### Gruppo 6
| Squadra           | G | V | N | P | GF | GS | DR  | Pt. |
| ----------------- | - | - | - | - | -- | -- | --- | --- |
| Internacional     | 6 | 4 | 1 | 1 | 14 | 3  | +11 | 13  |
| Jaguares          | 6 | 3 | 0 | 3 | 6  | 8  | −2  | 9   |
| Emelec            | 6 | 2 | 2 | 2 | 4  | 5  | -1  | 8   |
| Jorge Wilstermann | 6 | 1 | 1 | 4 | 3  | 11 | −8  | 4   |

|                   | EME   | INT   | JAG   | WIL   |
| ----------------- | ----- | ----- | ----- | ----- |
| Emelec            |       | 1 – 1 | 1 – 0 | 1 – 0 |
| Internacional     | 2 – 0 |       | 4 – 0 | 3 – 0 |
| Jaguares          | 2 – 1 | 1 – 0 |       | 2 – 0 |
| Jorge Wilstermann | 0 – 0 | 1 – 4 | 2 – 1 |       |

### Gruppo 7
| Squadra         | G | V | N | P | GF | GS | DR  | Pt. |
| --------------- | - | - | - | - | -- | -- | --- | --- |
| Cruzeiro        | 6 | 5 | 1 | 0 | 20 | 1  | +19 | 16  |
| Estudiantes     | 6 | 3 | 1 | 2 | 9  | 11 | -2  | 10  |
| Deportes Tolima | 6 | 2 | 2 | 2 | 5  | 8  | -3  | 8   |
| Guaraní         | 6 | 0 | 0 | 6 | 2  | 16 | −14 | 0   |

|                 | CRU   | TOL   | EST   | GUA   |
| --------------- | ----- | ----- | ----- | ----- |
| Cruzeiro        |       | 6 – 1 | 5 – 0 | 4 – 0 |
| Deportes Tolima | 0 – 0 |       | 1 – 1 | 1 – 0 |
| Estudiantes     | 0 – 3 | 1 – 0 |       | 5 – 1 |
| Guaraní         | 0 – 2 | 0 – 2 | 1 – 2 |       |

### Gruppo 8
| Squadra       | G | V | N | P | GF | GS | DR | Pt. |
| ------------- | - | - | - | - | -- | -- | -- | --- |
| LDU Quito     | 6 | 3 | 1 | 2 | 12 | 4  | +8 | 10  |
| Peñarol       | 6 | 3 | 0 | 3 | 6  | 11 | -5 | 9   |
| Independiente | 6 | 2 | 2 | 2 | 7  | 8  | -1 | 8   |
| Godoy Cruz    | 6 | 2 | 1 | 3 | 8  | 10 | -2 | 7   |

|               | GCR   | IND   | LDU   | PEN   |
| ------------- | ----- | ----- | ----- | ----- |
| Godoy Cruz    |       | 1 – 1 | 2 – 1 | 1 – 3 |
| Independiente | 1 – 3 |       | 1 – 1 | 3 – 0 |
| LDU Quito     | 2 – 0 | 3 – 0 |       | 5 – 0 |
| Peñarol       | 2 – 1 | 0 – 1 | 1 – 0 |       |

## Fase a eliminazione diretta
Gli accoppiamenti degli ottavi di finale avvengono in base ad un'immaginaria classifica che si basa sul numero di punti ottenuto dalle squadre ammesse. La prima squadra della classifica affronterà l'ultima, la seconda la penultima, la terza la terzultima, la quarta la quartultima e così via.

### Tabellone
|  | Ottavi | Ottavi          | Ottavi | Ottavi |                  |                 | Quarti | Quarti | Quarti |  |               | Semifinali | Semifinali | Semifinali |  |        | Finale | Finale | Finale |
|  |        |                 |        |        |                  |                 |        |        |        |  |               |            |            |            |  |        |        |        |        |
|  | 1      | Cruzeiro        | 2      | 0      |                  |                 |        |        |        |  |               |            |            |            |  |        |        |        |        |
|  | 16     | Once Caldas     | 1      | 2      |                  |                 |        |        |        |  |               |            |            |            |  |        |        |        |        |
|  | 16     | Once Caldas     | 1      | 2      |                  | Once Caldas     | 0      | 1      |        |  |               |            |            |            |  |        |        |        |        |
|  |        |                 |        |        |                  | Once Caldas     | 0      | 1      |        |  |               |            |            |            |  |        |        |        |        |
|  |        | Santos          | 1      | 1      |                  |                 |        |        |        |  |               |            |            |            |  |        |        |        |        |
|  | 8      | Santos          | 1      | 1      | América          | 0               | 0      |        |        |  |               |            |            |            |  |        |        |        |        |
|  | 8      |                 |        |        | América          | 0               | 0      |        |        |  |               |            |            |            |  |        |        |        |        |
|  | 9      | Santos          | 1      | 0      |                  |                 |        |        |        |  |               |            |            |            |  |        |        |        |        |
|  | 9      | Santos          | 1      | 0      |                  |                 |        |        |        |  | Santos        | 1          | 3          |            |  |        |        |        |        |
|  |        |                 |        |        |                  |                 |        |        |        |  | Santos        | 1          | 3          |            |  |        |        |        |        |
|  |        | Cerro Porteño   | 0      | 3      |                  |                 |        |        |        |  |               |            |            |            |  |        |        |        |        |
|  | 5      | Cerro Porteño   | 0      | 3      | Cerro Porteno ** | 0               | 0 (5)  |        |        |  |               |            |            |            |  |        |        |        |        |
|  | 5      |                 |        |        | Cerro Porteno ** | 0               | 0 (5)  |        |        |  |               |            |            |            |  |        |        |        |        |
|  | 12     | Estudiantes     | 0      | 0 (3)  |                  |                 |        |        |        |  |               |            |            |            |  |        |        |        |        |
|  | 12     | Estudiantes     | 0      | 0 (3)  |                  | Cerro Porteño   | 1      | 1      |        |  |               |            |            |            |  |        |        |        |        |
|  |        |                 |        |        |                  | Cerro Porteño   | 1      | 1      |        |  |               |            |            |            |  |        |        |        |        |
|  |        | Jaguares        | 1      | 0      |                  |                 |        |        |        |  |               |            |            |            |  |        |        |        |        |
|  | 4      | Jaguares        | 1      | 0      | Junior           | 1               | 3      |        |        |  |               |            |            |            |  |        |        |        |        |
|  | 4      |                 |        |        | Junior           | 1               | 3      |        |        |  |               |            |            |            |  |        |        |        |        |
|  | 13     | Jaguares        | 1      | 3      |                  |                 |        |        |        |  |               |            |            |            |  |        |        |        |        |
|  | 13     | Jaguares        | 1      | 3      |                  |                 |        |        |        |  |               |            |            |            |  | Santos | 0      | 2      |        |
|  |        |                 |        |        |                  |                 |        |        |        |  |               |            |            |            |  | Santos | 0      | 2      |        |
|  |        | Peñarol         | 0      | 1      |                  |                 |        |        |        |  |               |            |            |            |  |        |        |        |        |
|  | 3      | Peñarol         | 0      | 1      | Internacional    | 1               | 1      |        |        |  |               |            |            |            |  |        |        |        |        |
|  | 3      |                 |        |        | Internacional    | 1               | 1      |        |        |  |               |            |            |            |  |        |        |        |        |
|  | 14     | Peñarol         | 1      | 2      |                  |                 |        |        |        |  |               |            |            |            |  |        |        |        |        |
|  | 14     | Peñarol         | 1      | 2      |                  | Peñarol         | 2      | 1      |        |  |               |            |            |            |  |        |        |        |        |
|  |        |                 |        |        |                  | Peñarol         | 2      | 1      |        |  |               |            |            |            |  |        |        |        |        |
|  |        | Univ. Católica  | 0      | 2      |                  |                 |        |        |        |  |               |            |            |            |  |        |        |        |        |
|  | 6      | Univ. Católica  | 0      | 2      | Univ. Católica   | 2               | 1      |        |        |  |               |            |            |            |  |        |        |        |        |
|  | 6      |                 |        |        | Univ. Católica   | 2               | 1      |        |        |  |               |            |            |            |  |        |        |        |        |
|  | 11     | Grêmio          | 1      | 0      |                  |                 |        |        |        |  |               |            |            |            |  |        |        |        |        |
|  | 11     | Grêmio          | 1      | 0      |                  |                 |        |        |        |  | Peñarol (gfc) | 1          | 1          |            |  |        |        |        |        |
|  |        |                 |        |        |                  |                 |        |        |        |  | Peñarol (gfc) | 1          | 1          |            |  |        |        |        |        |
|  |        | Vélez Sársfield | 0      | 2      |                  |                 |        |        |        |  |               |            |            |            |  |        |        |        |        |
|  | 7      | Vélez Sársfield | 0      | 2      | LDU Quito        | 0               | 0      |        |        |  |               |            |            |            |  |        |        |        |        |
|  | 7      |                 |        |        | LDU Quito        | 0               | 0      |        |        |  |               |            |            |            |  |        |        |        |        |
|  | 10     | Vélez Sársfield | 3      | 2      |                  |                 |        |        |        |  |               |            |            |            |  |        |        |        |        |
|  | 10     | Vélez Sársfield | 3      | 2      |                  | Vélez Sársfield | 3      | 4      |        |  |               |            |            |            |  |        |        |        |        |
|  |        |                 |        |        |                  | Vélez Sársfield | 3      | 4      |        |  |               |            |            |            |  |        |        |        |        |
|  |        | Libertad        | 0      | 2      |                  |                 |        |        |        |  |               |            |            |            |  |        |        |        |        |
|  | 2      | Libertad        | 0      | 2      | Libertad         | 1               | 3      |        |        |  |               |            |            |            |  |        |        |        |        |
|  | 2      |                 |        |        | Libertad         | 1               | 3      |        |        |  |               |            |            |            |  |        |        |        |        |
|  | 15     | Fluminense      | 3      | 0      |                  |                 |        |        |        |  |               |            |            |            |  |        |        |        |        |

** = Qualificazione dopo calci di rigore.

### Ottavi di finale
| Squadra 1       | Totale            | Squadra 2            | Andata | Ritorno |
| --------------- | ----------------- | -------------------- | ------ | ------- |
| Once Caldas     | 3 – 2             | Cruzeiro             | 1 – 2  | 2 – 0   |
| Fluminense      | 3 – 4             | Libertad             | 3 – 1  | 0 – 3   |
| Peñarol         | 3 – 2             | Internacional        | 1 – 1  | 2 – 1   |
| Jaguares        | 4 – 4 (gfc)       | Junior               | 1 – 1  | 3 – 3   |
| Estudiantes     | 0 – 0 (3 - 5 dcr) | Cerro Porteño        | 0 – 0  | 0 – 0   |
| Grêmio          | 1 – 3             | Universidad Católica | 1 – 2  | 0 – 1   |
| Vélez Sársfield | 5 – 0             | LDU Quito            | 3 – 0  | 2 – 0   |
| Santos          | 1 – 0             | América              | 1 – 0  | 0 – 0   |

### Quarti di finale
| Squadra 1           | Totale | Squadra 2            | Andata | Ritorno |
| ------------------- | ------ | -------------------- | ------ | ------- |
| Once Caldas         | 1 – 2  | Santos               | 0 – 1  | 1 – 1   |
| Vélez Sársfield     | 7 – 2  | Libertad             | 3 – 0  | 4 – 2   |
| Peñarol             | 3 – 2  | Universidad Católica | 2 – 0  | 1 – 2   |
| Jaguares de Chiapas | 1 – 2  | Cerro Porteno        | 1 – 1  | 0 – 1   |

### Semifinali
| Squadra 1 | Totale      | Squadra 2       | Andata | Ritorno |
| --------- | ----------- | --------------- | ------ | ------- |
| Santos    | 4 – 3       | Cerro Porteño   | 1 – 0  | 3 – 3   |
| Peñarol   | 2 – 2 (gfc) | Vélez Sársfield | 1 – 0  | 1 – 2   |

### Finale
| Squadra 1 | Totale | Squadra 2 | Andata | Ritorno |
| --------- | ------ | --------- | ------ | ------- |
| Peñarol   | 1 – 2  | Santos    | 0 – 0  | 1 – 2   |

## Classifica marcatori
| Gol |  |  | Giocatore           | Squadra              |
| --- |  |  | ------------------- | -------------------- |
| 7   |  |  | Roberto Nanni       | Cerro Porteño        |
| 7   |  |  | Wallyson            | Cruzeiro             |
| 6   |  |  | Neymar              | Santos               |
| 6   |  |  | Lucas Pratto        | Universidad Católica |
| 5   |  |  | Maximiliano Moralez | Vélez Sarsfield      |
| 5   |  |  | Juan Manuel Olivera | Peñarol              |
| 5   |  |  | Wason Rentería      | Once Caldas          |
| 4   |  |  | Carlos Bacca        | Junior               |
| 4   |  |  | Danilo              | Santos               |
| 4   |  |  | Douglas             | Grêmio               |
| 4   |  |  | Jonathan Fabbro     | Cerro Porteño        |
| 4   |  |  | Leandro Damião      | Internacional        |
| 4   |  |  | Augusto Fernández   | Vélez Sarsfield      |
| 4   |  |  | Franco Niell        | Argentinos Juniors   |
| 4   |  |  | Esteban Paredes     | Colo-Colo            |
| 4   |  |  | Nicolás Pavlovich   | Libertad             |
| 4   |  |  | Rafael Moura        | Fluminense           |
| 4   |  |  | Santiago Silva      | Vélez Sarsfield      |
| 4   |  |  | Thiago Ribeiro      | Cruzeiro             |